# Museu del Mar (Lloret de Mar)

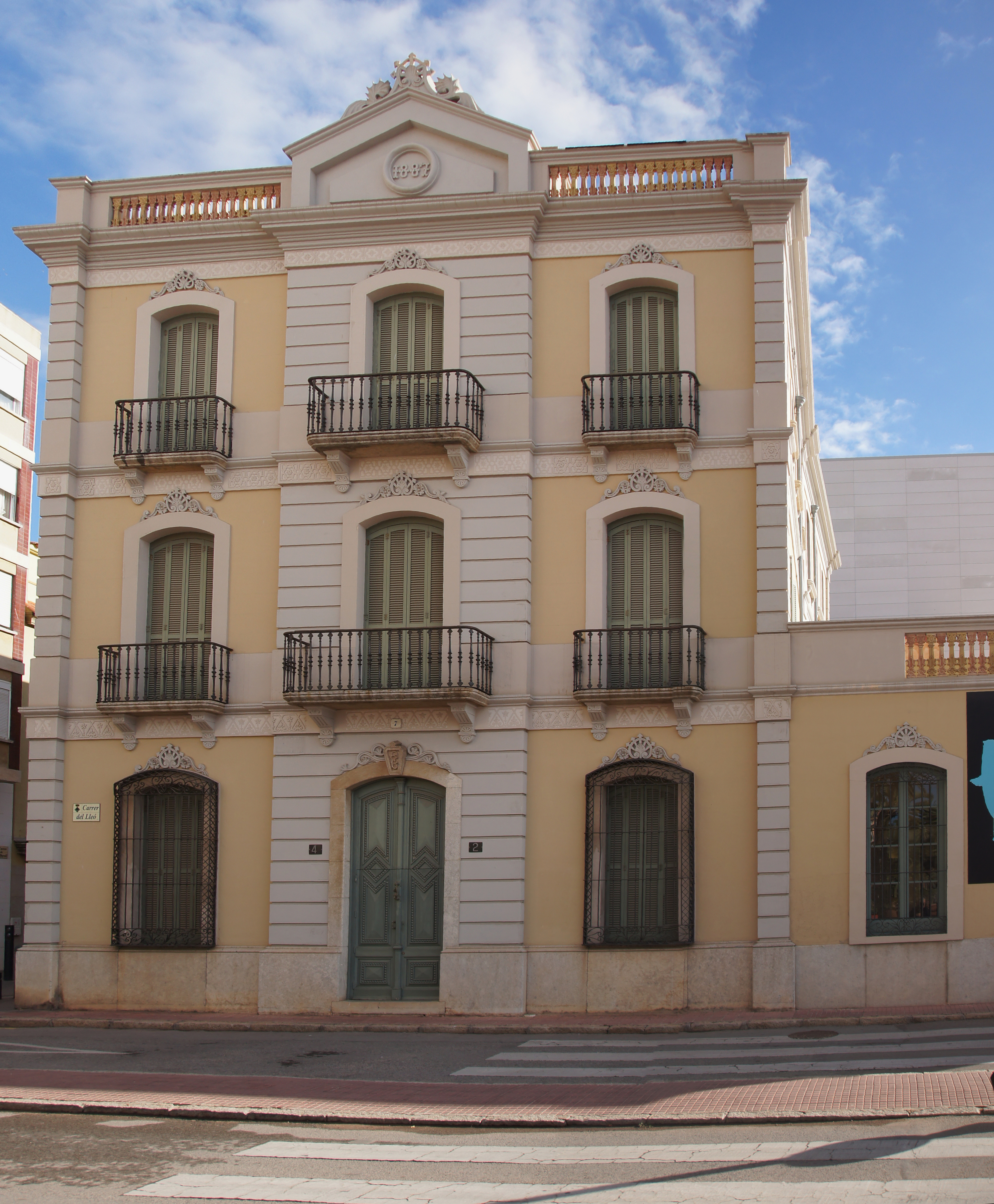
Ansicht vom Rathaus aus

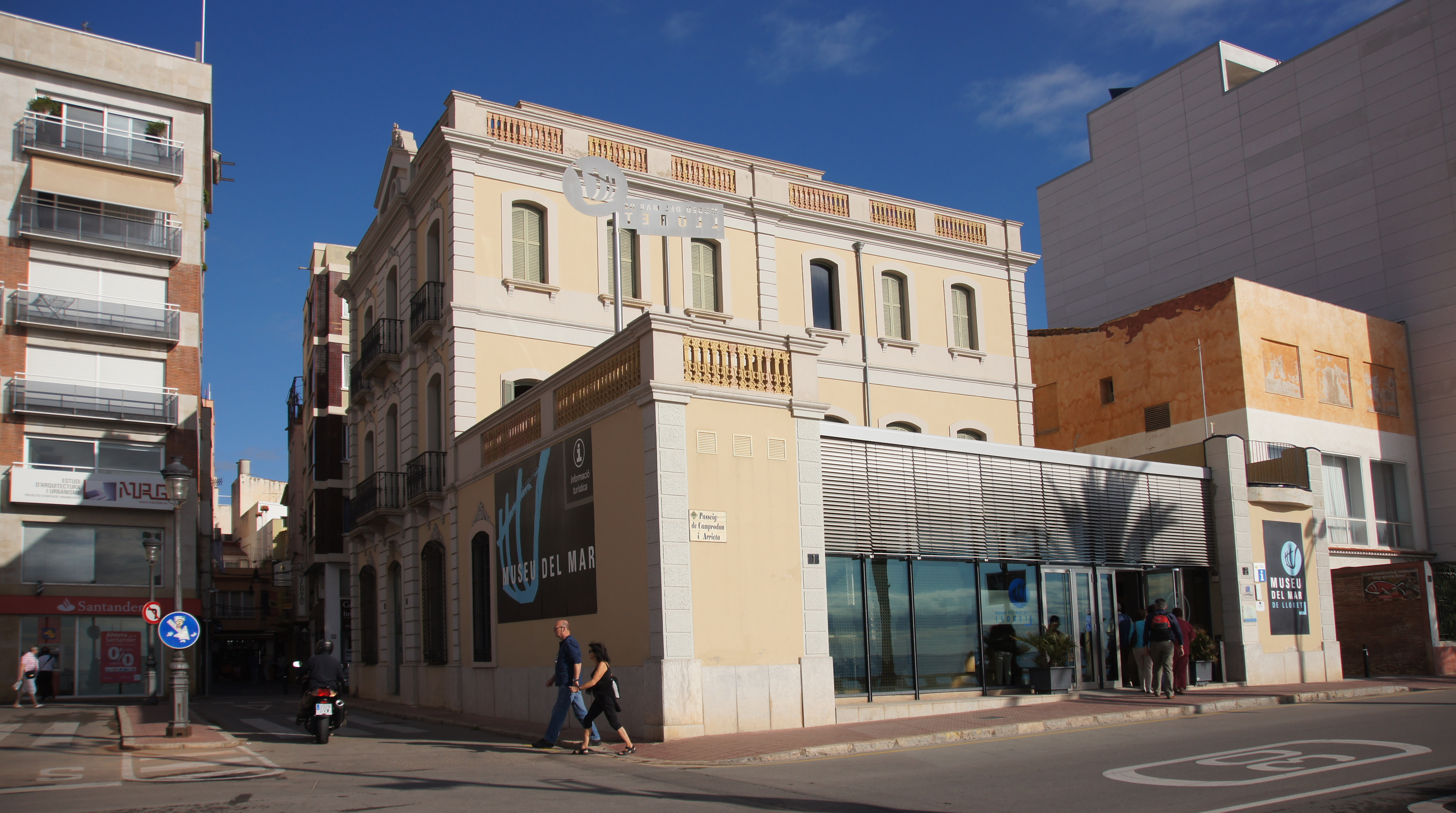
Museu del Mar

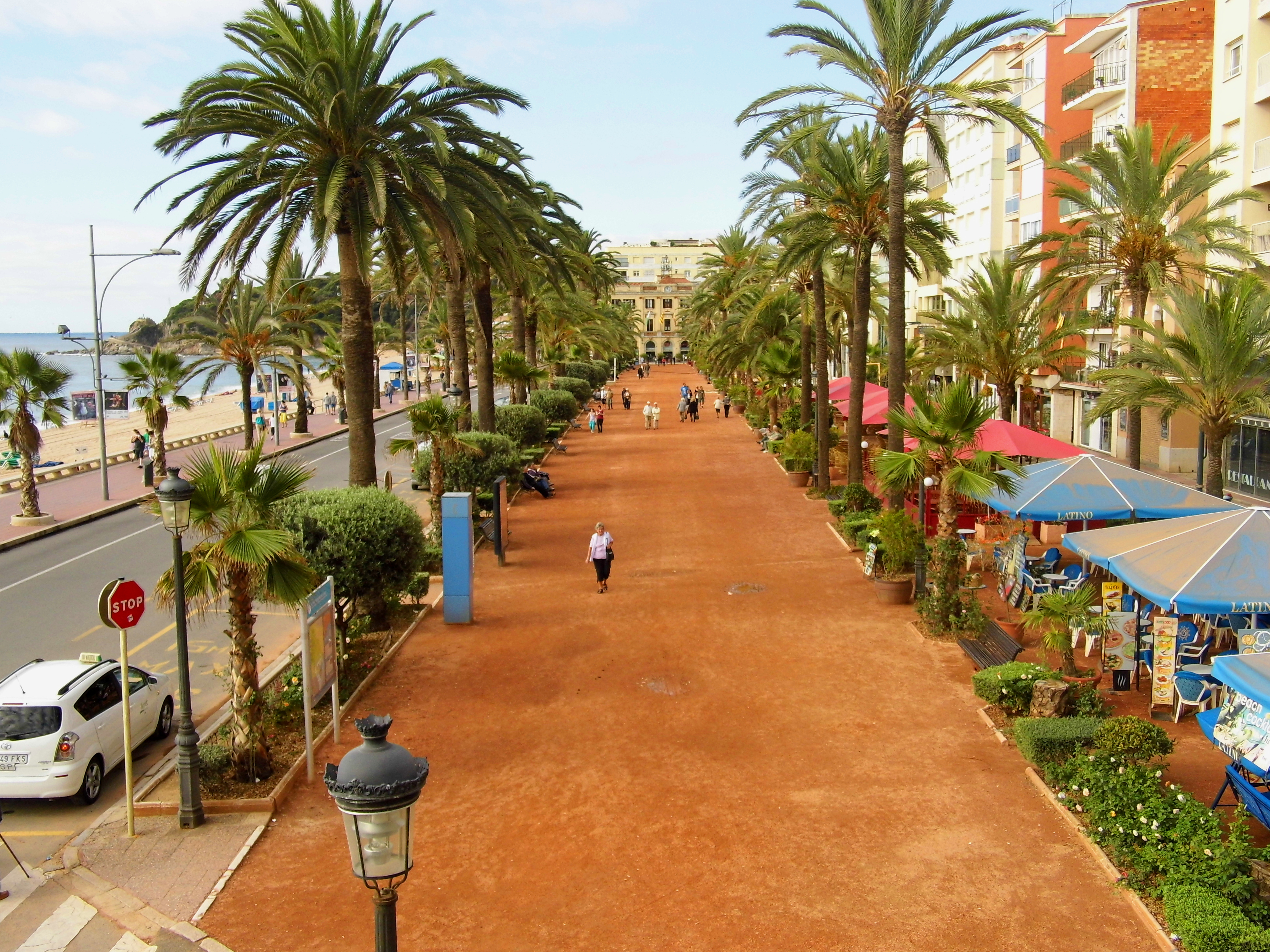
Blick von Can Garriga auf das Rathaus

Das Museu del Mar (Meeresmuseum) ist ein Museum in Lloret de Mar.

## Das Gebäude
Das Dekret von Carlos III. über den freien Handel mit den amerikanischen Kolonien aus dem Jahr 1778 führte zu einer Welle von Auswanderungen aus Spanien in die neue Welt. Einige der Auswanderer waren erfolgreich und kehrten als reiche Leute in die Heimat zurück, wo sie ihren neuen Reichtum in repräsentativen Gebäuden zum Ausdruck brachten. Einer dieser „americanos“ war Enric Baptista Garriga der das Herrenhaus Can Garriga in bester Lage in Lloret erbauen ließ, in dem sich heute das Museum befindet. Die Baugenehmigung für das Haus wurde 1886 erteilt und das Haus 1887 fertiggestellt. Enric Garriga starb 1889 also kurz nach Vollendung des Baus. Seine Witwe, Mercedes Garriga Bitlloch erwarb das Nachbarhaus für 12.500 Peseten und erweiterte das Haus 1915 zu seiner heutigen Form. Ihr Sohn, Salvador Garriga i Garriga (1881–1955), lebte bis zu seinem Tod im ererbten Haus. 1982 wurde das Gebäude durch die Stadt Lloret de Mar für 90 Millionen Peseten erworben. Sie nutzte es als Kulturzentrum Verdaguer und heute als Meeresmuseum.
Das Haus liegt am Passeig de Cinto Verdaguer, der Strandpromenade der Stadt. In der Mitte der Bucht von Lloret bildet der Passeig de Cinto Verdaguer einen palmengesäumten Platz, dessen Kopfseiten einerseits vom Rathaus und auf der anderen Seite durch Can Garriga gebildet werden.
Das Gebäude steht unter Denkmalschutz.

## Museum
Das 1981 eröffnete Museum zeigt Schiffsmodelle, Videoinstallation zur Geschichte des Hauses, der Familie und dem Seehandel aus Lloret, Bilder und Inneneinrichtung des späten 19. Jahrhunderts.